# 막스 데소이어

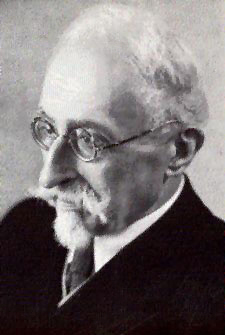

막스 데소이어(Max Dessoir, 1867년 2월 8일 ~ 1947년 7월 19일)는 독일의 철학자, 심리학자, 미학 이론가이다.
독일의 유대계 가정에서 베를린에서 태어났다. 피에르 자네와 지그문트 프로이트와 연계하여 데소이어는 1890년에 이중자아(The Double Ego)라는 책을 냈다.
신 칸트 학파의 철학자로 간주된다. 80세의 나이로 사망했다.

## 저서
- Bibliographie des modernen Hypnotismus (1888)
- Karl Philipp Moritz als Aesthetiker (1889)
- Geschichte der neueren deutschen Psychologie (1902)
- 《미학과 일반예술학》(Zeitschrift für Ästhetik und allgemeine kunstwissenschaft, 1906)
- Outlines of the History of Psychology (1912)
- Vom Jenseits der Seele: Die Geheimwissenschaften in kritischer Betrachtung (1917, 1920, 1930, reprinted in 1967)
- 《일반예술학에 대한 기여》(1929)

On magic
- Psychology of the Art of Conjuring (1891)
- Psychologische Skizzen (1893, Edmund W. Rells [pseud.])
- Dessoir, M. (1893). The Psychology of Legerdemain. The Open Court 7: 3599-3602.